# Claude Barthélemy
Claude Barthélemy o Bart Sinso para los amigos (Cabo Haitiano; 9 de mayo de 1945-Nueva Jersey; 6 de abril de 2020) fue un futbolista haitiano que jugó como delantero. Actuó como entrenador de la selección de Haití entre 1984 y 1985, donde dirigió dos partidos en el marco de las eliminatorias mundialistas de 1986, que fueron dos derrotas.

## Trayectoria
Jugó en su país para el AS Capoise entre 1961 y 1964, luego se unió al Racing Club Haïtien de 1964 hasta 1976.
Jugó cedido una temporada para los Detroit Cougars de la North American Soccer League en 1968. Allí hizo tres apariciones y brindó una asistencia.

## Selección nacional
Participó en las eliminatorias al Mundial de México 1971, pero la selección de Haití perdió el cupo ante  El Salvador.
Ganar la clasificatoria para la Copa Mundial de 1974 también significó obtener el Campeonato de Naciones de la Concacaf de 1973, ya que los dos eventos estaban vinculados. Durante la Copa del Mundo de 1974 en Alemania Federal, jugó en los partidos con la selección italiana y la selección polaca.

### Participaciones en Copas del Mundo
| Mundial                        | Sede     | Resultado    |
| ------------------------------ | -------- | ------------ |
| Copa Mundial de Fútbol de 1974 | Alemania | Primera fase |

## Clubes
| Club                     | País           | Año       |
| ------------------------ | -------------- | --------- |
| AS Capoise               | Haití          | 1961-1964 |
| Racing Club Haïtien      | Haití          | 1964-1976 |
| Detroit Cougars (cesión) | Estados Unidos | 1968      |

## Palmarés

### Títulos nacionales
| Título        | Equipo         | País  | Año  |
| ------------- | -------------- | ----- | ---- |
| Liga Nacional | Racing Haïtien | Haití | 1966 |
| Liga Nacional | Racing Haïtien | Haití | 1967 |
| Liga Nacional | Racing Haïtien | Haití | 1969 |

### Títulos internacionales
| Título                                | Equipo | Sede  | Año  |
| ------------------------------------- | ------ | ----- | ---- |
| Campeonato de Naciones de la Concacaf | Haití  | Haití | 1973 |